# Партизанская ГРЭС
Партиза́нская ГРЭС (до 1973 года — Сучанская ГРЭС) — тепловая электростанция в городе Партизанск Приморского края. Входит в состав «Дальневосточной генерирующей компании» (входит в группу «РусГидро»), филиал «Приморская генерация».

## Конструкция станции
Партизанская ГРЭС представляет собой тепловую паротурбинную электростанцию с комбинированной выработкой электроэнергии и тепла. Установленная мощность электростанции — 199,744 МВт, тепловая мощность — 160 Гкал/час. Станция работает по конденсационному графику с попутной выработкой тепла, обеспечивая теплоснабжение г. Партизанск. Проектное топливо — бурый уголь Артёмовского месторождения, фактически используются каменные угли марок К, СС, Г различных месторождений. Конструктивная схема — с поперечными связями по основным потокам воды и пара. Основное оборудование станции включает в себя:.
- Турбоагрегат № 1 мощностью 98,68 МВт с турбиной Т-80/97-90 и генератором ТВФ-120-2УЗ, введён в 1980 году;
- Турбоагрегат № 2 мощностью 101,064 МВт с турбиной К-82/100-90 и генератором ТВФ-110-2М, введён в 2010 году (на Партизанской ГРЭС; на Райчихинской ГРЭС — в 1966 году);

Пар для турбоагрегатов вырабатывают пять котлов ТП-170-1. Система технического водоснабжения — оборотная, с водохранилищем-охладителем сезонного регулирования на ручье Лозовый ключ и тремя секциями брызгального устройства над водохранилищем. Выдача электроэнергии в энергосистему производится с открытых распределительных устройств (ОРУ) напряжением 110 и 35 кВ по следующим линиям электропередачи:
- ВЛ 220 кВ Партизанская ГРЭC — ПП Партизанск, 2 цепи (выдача мощности производится с автотрансформаторов станции на распределительное устройство переключательного пункта (ПП) Партизанск, прилегающего к станции);
- ВЛ 110 кВ Партизанская ГРЭС — ПС ХФЗ, 2 цепи;
- ВЛ 110 кВ Партизанская ГРЭС — ПС Екатериновка;
- ВЛ 110 кВ Партизанская ГРЭС — ПС Находка-тяговая;
- ВЛ 110 кВ Партизанская ГРЭС — ПС Южная;
- ВЛ 35 кВ Партизанская ГРЭС — ПС Партизан, 2 цепи;
- ВЛ 35 кВ Партизанская ГРЭС — ПС Шторм.

- Сооружения и оборудование Партизанской ГРЭС
- Турбинный зал
- Котлоагрегат
- Пульт управления котлоагрегатами
- Сжигание угля в котлоагрегате
- Шаровая мельница

## История строительства и эксплуатации
Строительство электростанции в Сучане (прежнее название Партизанска) планировалось в 1939 году, но в связи с началом войны было отложено. Земляные работы были начаты летом 1951 года, возведение главного корпуса — в 1952 году. Первый турбоагрегат Сучанской ГРЭС был пущен 14 декабря 1954 года. Строительство первой очереди станции было завершено в 1956 году, а к 1960 году после расширения ГРЭС её мощность была увеличена более чем в два раза. В то время Сучанская ГРЭС была крупнейшей электростанцией Приморья и первой тепловой станцией Дальнего Востока, работающей на высоких параметрах пара. В 1973 году станция была переименована в Партизанскую ГРЭС.
С 2003 года после проведенной модернизации Партизанская ГРЭС стала вырабатывать не только электроэнергию, но и тепло. Рассматривался вопрос о выводе генерирующего оборудования станции и трансформации её в котельную, но рост энергопотребления в Приморье привел к отказу от этих планов. В 2009 году на станции был установлен новый турбоагрегат, ранее демонтированный на Райчихинской ГРЭС. Ночью 22 мая 2004 года из-за проливных дождей произошло разрушение дамбы золоотвала электростанции, повлёкшее стихийный сброс около 100 тысяч кубометров промышленных отходов в бассейн реки Партизанской, заваленными оказались железнодорожные пути на линии Угловая — Находка. С 2014 года ведётся строительство нового золоотвала «Зелёная балка». До 2007 года Партизанская ГРЭС входила в энергосистему ОАО «Дальэнерго», в настоящее время является структурным подразделением филиала «Приморская генерация» АО «ДГК». В 2019 году был выведен из эксплуатации турбоагрегат № 3 мощностью 41 МВт с турбиной К-41/50-90 и генератором ТВ-50-2 (введён в 1958 году), одновременно увеличена мощность турбоагрегатов № 1 и 2 на 18,68 и 19,064 МВт соответственно, мощность станции снизилась с 203 МВт до 199,744 МВт.

### Проект расширения станции
Запланировано расширение станции путём строительства двух энергоблоков общей мощностью 280 МВт (2×140 МВт). В качестве топлива будет использоваться уголь. Ввод в эксплуатацию новых энергоблоков запланирован на 2026 год. Целью проекта является обеспечение энергоснабжения Восточного полигона РЖД (проект по увеличению пропускной способности БАМа и Транссиба).